# St-Étienne (Lille)

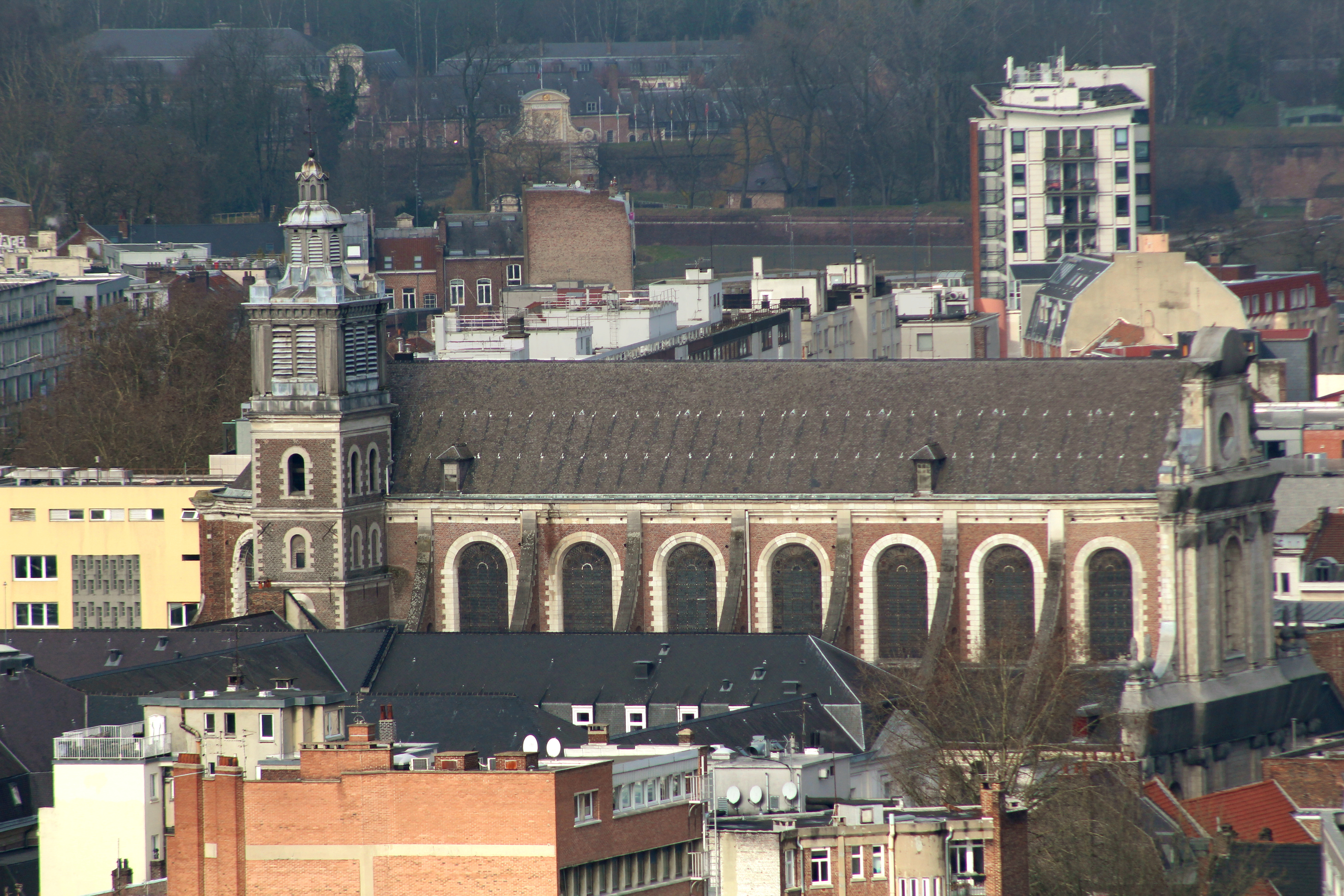
Kirche St-Étienne in Lille

Die Kirche St. Étienne  ist eine römisch-katholische Pfarrkirche in Lille in Frankreich; ursprünglich war sie Jesuiten-Kirche. Seit 1987 ist St-Étienne als Monument historique klassifiziert.

## Lage und Patrozinium
Die Kirche liegt wenige Schritte westlich des Palais Rihour an der Rue de l’Hôpital Militaire. Sie ist zu Ehren des heiligen Stephanus geweiht und bildet mit zwei anderen Kirchen die Paroisse Saint-Eubert à Lille-Centre (Pfarrei des heiligen Eubert von Lille, † um 300).

## Geschichte

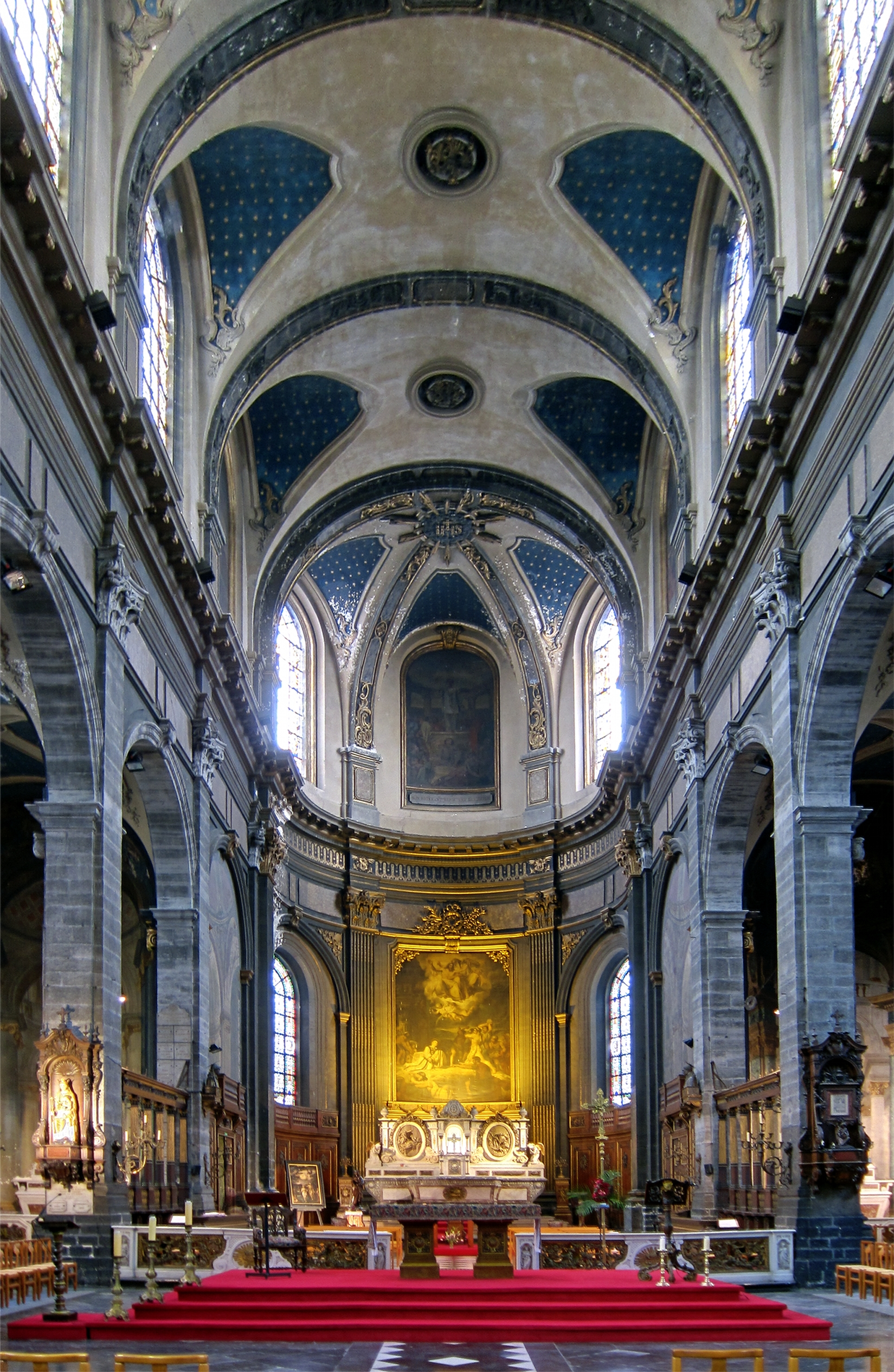
Kirche St-Étienne in Lille

1592 wurde in Lille das Jesuitenkolleg gegründet. Die dazu errichtete Kirche brannte 1740 ab. An ihrer Stelle baute François-Joseph Gombert (1725–1801) von 1743 bis 1748 die heutige 61 Meter lange und 29 Meter hohe Kirche, die den Il-Gesù-Typ verkörpert. Nach Vertreibung der Jesuiten und Umwandlung ihres Schulgebäudes in ein Militärkrankenhaus war die Kirche ab 1783 Krankenhauskapelle. 1791 wurde sie von der Französischen Revolution profaniert. Ab 1796 diente sie der Innenstadtpfarrei Saint-Étienne, die ihre Kirche verloren hatte, als Pfarrkirche und dabei blieb es bis heute.

## Ausstattung

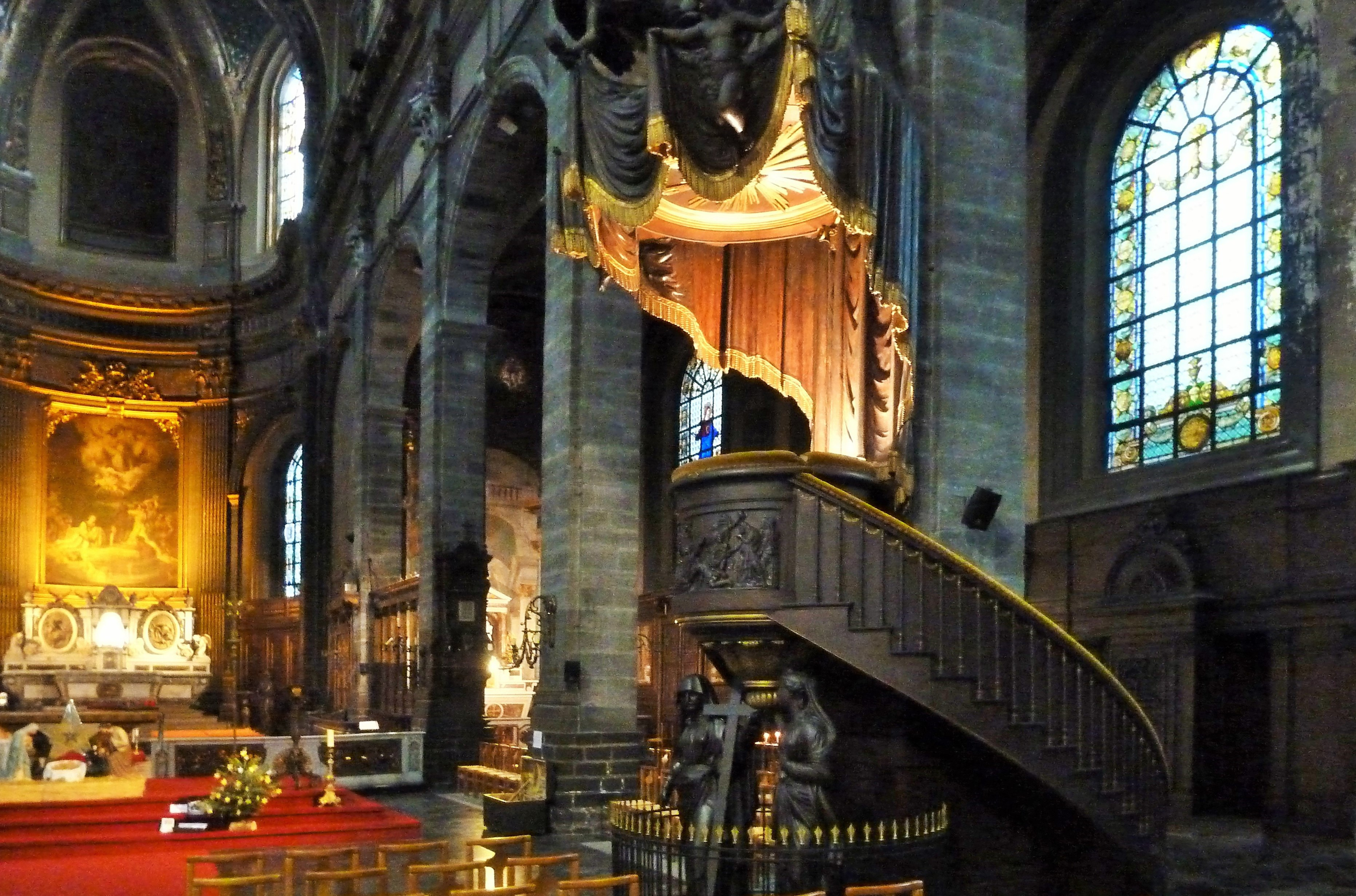
Kirche St-Étienne in Lille

Prunkstück der Ausstattung ist die Kanzel von François Rude mit einem Schalldeckel in Vorhangsform von Théodore Huidiez. Eine um 1200 angefertigte Figur der Muttergottes mit Jesuskind auf den Knien (in Eiche) stammt aus der Zisterzienserinnenabtei La Brayelle. Eine weitere Muttergottes mit Jesuskind ist die Kopie von 1835 eines Werkes von Antonio Raggi. Drei Gemälde des 17. Jahrhunderts stellen die Kirchenlehrer, die Hochzeit zu Kana und die Anbetung der Hirten dar, letzteres von Arnould de Vuez. Das Chorgemälde (Martyrium des Stephanus, 1836) schuf der Ingres-Schüler Victor Mottez (1809–1897). Die Trompe-l’œil-Malerei ist das Werk von Charles Stalars (1808–1876).